# Vandringspris

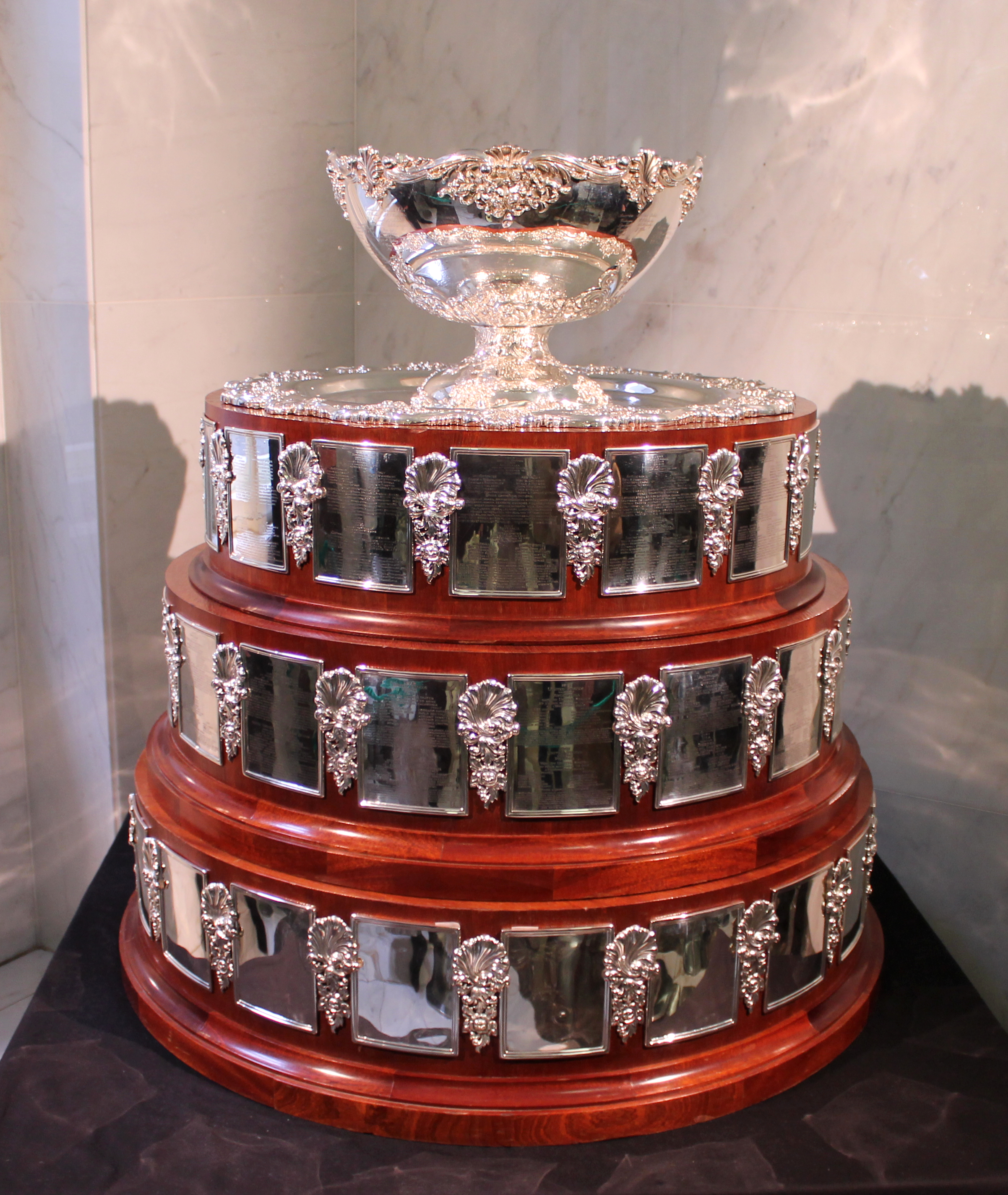
Tennispriset Davis Cup är en vandringspokal.

Ett vandringspris är ett idrottspris, vanligen en pokal eller liknande (vandringspokal), som inte omedelbart vid en tävling överlåts till en segrare. Segraren får ta hand om priset tills nästa säsong av tävlingen avgörs.
Världens äldsta vandringspris som vandrar är America's Cup
Vandringspriser kan huvudsakligen vara av två former:
- pris, som är ständigt vandrande och som aldrig slutgiltigt erövras av någon/något lag. Exempel på ständigt vandrande priser är Davis Cup i tennis, Stanley Cup i ishockey och den nuvarande pokalen för fotbolls-VM. Äran är här att få sitt namn graverat på priset (eller dess underrede) och att få inneha priset tills nästa turnering är avgjord.
- pris, som efter vissa regler slutgiltigt tilldelas någon/något lag. I statuterna för priset kan bestämmas att priset blir ständig egendom efter
  - ett visst antal segrar (exempelvis den första pokalen för fotbolls-VM, Coupe Jules Rimet, som Brasilianska fotbollsförbundet fick behålla när Brasilien hade vunnit sitt tredje VM 1970) eller
  - att enligt en viss poängskala uppnått det antal poäng som bestämts. Denna typ av priser kallas ofta poängpriser.